# Voetbalkampioenschap van Harz 1927/28
In 1927/28 werd het zestiende voetbalkampioenschap van Harz gespeeld, dat georganiseerd werd door de Midden-Duitse voetbalbond. 
FC Germania 1900 Halberstadt werd kampioen en plaatste zich voor de Midden-Duitse eindronde. De club verloor meteen van Hallescher FC Wacker.

## Gauliga
| Plaats | Club                         | Wed.           | W              | G              | V              | Saldo          | Ptn.           |
| ------ | ---------------------------- | -------------- | -------------- | -------------- | -------------- | -------------- | -------------- |
| 1.     | FC Germania 1900 Halberstadt | 14             | 13             | 1              | 0              | 68:14          | 27:1           |
| 2.     | VfL Halberstadt              | 14             | 11             | 1              | 2              | 64:26          | 23:5           |
| 3.     | SC Preußen 1909 Halberstadt  | 14             | 8              | 2              | 4              | 32:25          | 18:10          |
| 4.     | SV Germania 1916 Wernigerode | 14             | 8              | 0              | 6              | 28:20          | 16:12          |
| 5.     | SpVgg 1904 Thale             | 14             | 4              | 3              | 7              | 33:35          | 11:17          |
| 6.     | Quedlinburger SV 1904        | 14             | 4              | 2              | 8              | 52:51          | 10:18          |
| 7.     | SC 1910 Halberstadt          | 14             | 1              | 2              | 11             | 15:52          | 4:24           |
| 8.     | FC Viktoria 1910 Wernigerode | 14             | 1              | 1              | 12             | 16:85          | 3:25           |
| 9.     | VfB Wernigerode              | Teruggetrokken | Teruggetrokken | Teruggetrokken | Teruggetrokken | Teruggetrokken | Teruggetrokken |

|  | Kampioen, geplaatst voor Midden-Duitse eindronde |
|  | Degradatie                                       |